# Егоров, Павел Алексеевич
Павел Алексеевич Егоров (1928—2001) — советский авиационный техник, Герой Социалистического Труда (1983).

## Биография
Павел Алексеевич Егоров родился 25 августа 1928 года в городе Вязьма (ныне — Смоленская область). 
Окончил среднюю школу, после чего поступил в Рижское авиационное училище гражданской авиации. Окончив его в 1950 году, стал работать авиационным техникум в московском аэропорту «Внуково». Параллельно с работой заочно учился в Московском энергетическом институте, окончил его в 1956 году. Работал инженером, старшим инженером, заместителем главного инженера авиационного отряда. С 1973 по 1977 года работал в Дании в качестве инженера представительства «Аэрофлота». Вернувшись в СССР, работал в Министерстве гражданской авиации СССР, был главным инженером отдела особо важных полётов. С 1981 года работал заместителем по инженерно-авиационной службы командира Отдельного авиационного отряда Гражданского воздушного флота.
Указом Президиума Верховного Совета СССР от 4 февраля 1983 года за «выдающиеся производственные достижения, досрочное выполнение пятилетнего плана, освоение и внедрение новой авиационной техники и проявленную при этом трудовую доблесть» Павел Алексеевич Егоров был удостоен высокого звания Героя Социалистического Труда с вручением ордена Ленина и медали «Серп и Молот».
В 1985 году Егоров вышел на пенсию, но некоторое время продолжал работать в системе Гражданского воздушного флота. Скончался 4 декабря 2001 года.
Был также награждён орденом Трудового Красного Знамени и рядом медалей.